# 宮崎台駅
宮崎台駅（みやざきだいえき）は、神奈川県川崎市宮前区宮崎二丁目にある、東急電鉄田園都市線の駅である。駅番号はDT12。
駅前高架下に電車とバスの博物館が所在しているため、「電車とバスの博物館」と言う副駅名が付けられている。

## 歴史
- 1966年（昭和41年）4月1日：開設[1]。
- 2003年（平成15年）3月21日：「電車とバスの博物館」が高津駅高架下から当駅付近へ移転、開館[2]。
- 2006年（平成18年）4月：1番線ホームに待合室新設。

### 駅名の由来
1960年（昭和35年）に免許された際の仮称駅名は「宮崎駅」であった。これは当時の地名を採ったものであるが、1965年（昭和40年）9月の常務会で「宮崎台」に正式決定した。なお「宮崎」の由来は西隣の宮前平駅と同じく1889年（明治22年）に当地に成立した橘樹郡宮前村であり、「宮前」と書いて「みやさき」と読ませた。大字馬絹字宮ノ前に村役場を置いたことによる命名である。

## 駅構造

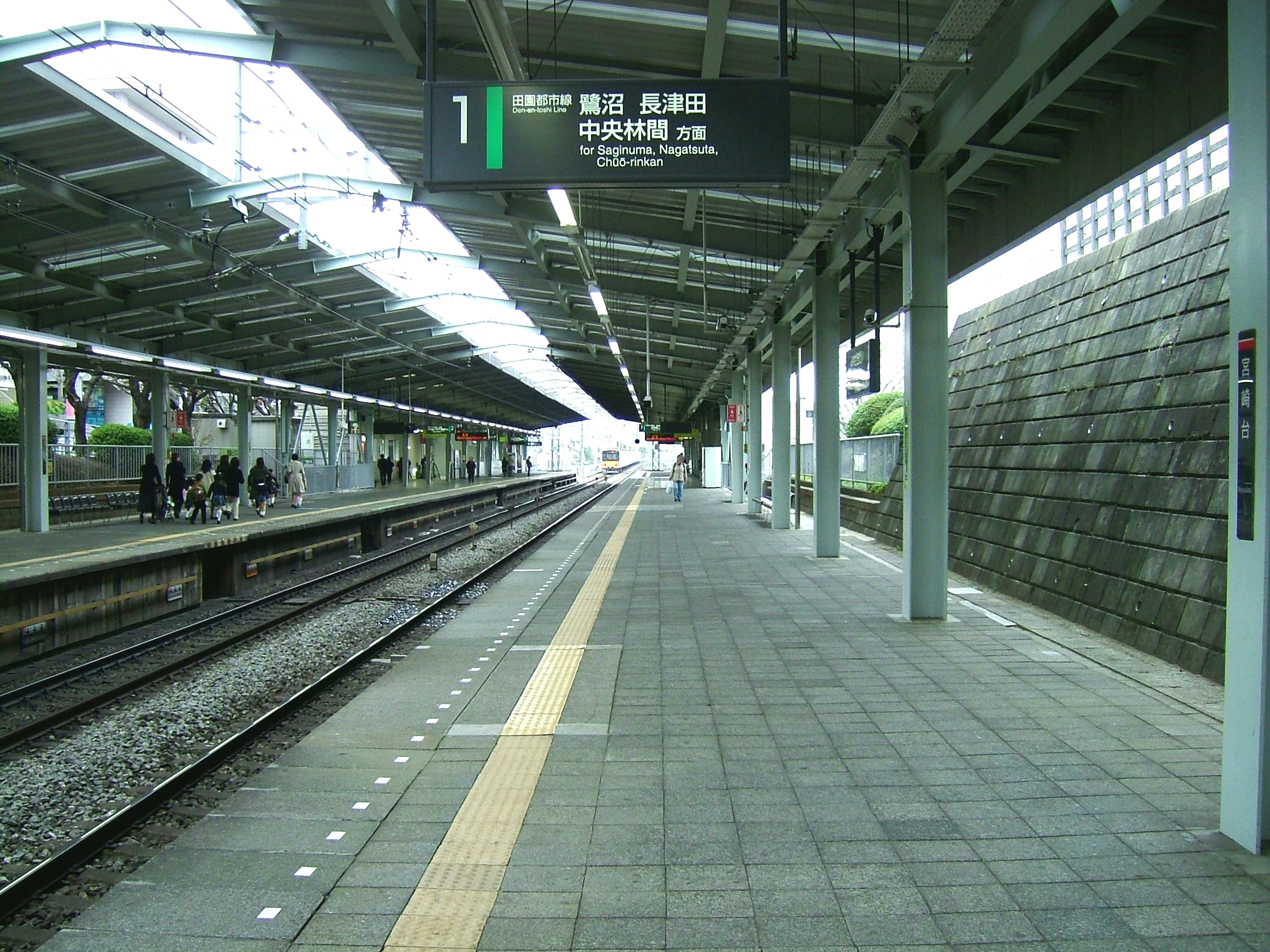
ホーム（2008年3月）

相対式ホーム2面2線を有する地上駅。坂途中にあるため、梶が谷方端は高架、宮前平方の端は掘割となっている。上下線各ホームと改札階間にはエレベーター・エスカレーターが設置されている。
2007年（平成19年）春、改札階（1番線ホーム行エレベーター付近）にトイレが新設された。多機能トイレも設置されている。一方、駅舎外に従来より設置されていた川崎市管理の公衆トイレは同年5月20日に閉鎖された。

### のりば
| 番線 | 路線       | 方向 | 行先                                     |
| ---- | ---------- | ---- | ---------------------------------------- |
| 1    | 田園都市線 | 下り | 鷺沼・長津田・中央林間方面               |
| 2    | 田園都市線 | 上り | 渋谷・押上〈スカイツリー前〉・春日部方面 |

## 利用状況
2024年度の1日平均乗降人員は47,972人である。田園都市線各停のみ停車する駅としては最も乗降人員が多い。
近年の1日平均乗降・乗車人員の推移は下表の通り。
- 1日平均乗車人員は神奈川県県勢要覧を参照。

| 年度               | 1日平均 乗降人員 | 1日平均 乗車人員 | 出典     |
| ------------------ | ---------------- | ---------------- | -------- |
| 1995年（平成07年） |                  | 21,935           | [ * 1 ]  |
| 1998年（平成10年） |                  | 21,326           | [ * 2 ]  |
| 1999年（平成11年） |                  | 20,829           | [ * 3 ]  |
| 2000年（平成12年） |                  | 20,625           | [ * 3 ]  |
| 2001年（平成13年） |                  | 20,711           | [ * 4 ]  |
| 2002年（平成14年） | 41,192           | 20,845           | [ * 5 ]  |
| 2003年（平成15年） | 42,350           | 21,288           | [ * 6 ]  |
| 2004年（平成16年） | 41,849           | 21,155           | [ * 7 ]  |
| 2005年（平成17年） | 42,654           | 21,473           | [ * 8 ]  |
| 2006年（平成18年） | 43,721           | 21,997           | [ * 9 ]  |
| 2007年（平成19年） | 44,469           | 22,515           | [ * 10 ] |
| 2008年（平成20年） | 44,738           | 22,558           | [ * 11 ] |
| 2009年（平成21年） | 44,645           | 22,453           | [ * 12 ] |
| 2010年（平成22年） | 44,777           | 22,503           | [ * 13 ] |
| 2011年（平成23年） | 44,198           | 22,209           | [ * 14 ] |
| 2012年（平成24年） | 44,466           | 22,357           | [ * 15 ] |
| 2013年（平成25年） | 45,128           | 22,677           | [ * 16 ] |
| 2014年（平成26年） | 45,090           | 22,589           | [ * 17 ] |
| 2015年（平成27年） | 46,792           | 23,426           | [ * 18 ] |
| 2016年（平成28年） | 48,502           | 24,257           | [ * 19 ] |
| 2017年（平成29年） | 50,138           | 25,061           | [ * 20 ] |
| 2018年（平成30年） | 50,499           | 25,257           | [ * 21 ] |
| 2019年（令和元年） | 50,176           |                  |          |
| 2020年（令和02年） | 37,290           |                  |          |
| 2021年（令和03年） | 40,874           |                  |          |
| 2022年（令和04年） | 44,470           |                  |          |
| 2023年（令和05年） | 46,625           |                  |          |
| 2024年（令和06年） | 47,972           |                  |          |

## 駅周辺
- JAセレサ川崎 本店
- ファーマーズマーケットセレサモス宮前店
- ライフ 宮崎台店
- DAISO 宮崎台店
- 電車とバスの博物館
- 川崎市立青少年の家
- 東急ストア 宮崎台店
- フィットネスクラブ ティップネス 宮崎台店
- 川崎市立宮崎小学校
- 川崎市立宮前平小学校
- 川崎市立宮前平中学校
- 川崎市立宮崎中学校
- 虎の門病院分院
- 川崎馬絹郵便局
- 国道246号
- 尻手黒川道路
- 梶ヶ谷貨物ターミナル駅[注釈 1]
- 川崎歴史ガイド：稲毛の丘南廻りルート出発地。
- ノジマ 東名川崎店
- ロピア 馬絹店
- MEGAドン・キホーテ 東名川崎店
- Re.Ra.Ku 宮崎台店
- オーケー 宮崎台店
- 馬絹神社
- 宮崎第一公園

### バス
最寄バス停留所は、駅前にある宮崎台駅となる。以下の路線バスが乗り入れ、東急バスにより運行されている。
| 乗り場 | 系統 | 経由                                                | 行先           |
| ------ | ---- | --------------------------------------------------- | -------------- |
| 1      | 鷺12 | 宮崎桜の丘公園・グリーンハイツ東・宮前区役所        | 鷺沼駅         |
| 1      | 鷺12 | 宮崎桜の丘公園・グリーンハイツ東（第2）・宮前区役所 | 鷺沼駅         |
| 1      | 鷺11 | 宮崎桜の丘公園・グリーンハイツ中央・土橋            | 鷺沼駅         |
| 2      | 宮06 | 宮崎団地                                            | 虎の門病院分院 |
| 3      | 宮06 | 宮前平中学校・宮前区役所前                          | 宮前平駅       |

## 隣の駅
東急電鉄
 田園都市線

■急行・■準急
通過
■各駅停車
梶が谷駅 (DT11) - 宮崎台駅 (DT12) - 宮前平駅 (DT13)